# زمستان‌خواب‌های دم‌موشی
میومیموس (نام علمی: Myomimus) نام یک سرده از تیره موش زمستان‌خواب است.

## گونه‌ها
- سنجابک دم‌موشی (Myomimus personatus)
- Roach's Mouse-tailed Dormouse (Myomimus roachi)
- سنجابک دم‌موشی ایرانی (Myomimus setzeri)